# Numerische Mathematik
Numerische Mathematik est une revue mathématique à comité de lecture spécialisée en  analyse numérique. Elle a été créée en 1959 et est publiée par Springer Science+Business Media.

## Description
La revue publie des articles d'analyse numérique au sens large, y compris en optimisation, théorie du contrôle, modélisation mathématique et sur les aspects mathématiques du calcul scientifique.
La revue, créée en 1959, publie 3 volumes par an, chacun composé de 4 numéros. Son rédacteur en chef (managing director) est Michael Griebel. À titre d'illustration, la revue a publié 83 articles en 2021 ; le volume 150, du printemps 2022, comporte environ 950 pages.

## Résumés et indexation
La revue est indexée par les bases de données usuelles de Springer, et notamment par Mathematical Reviews et Zentralblatt MATH. Son QCM de 2009 était de 1,06 et son facteur d'impact en 2020 était de 2,223. 